# Guillaume Borrel
Guillaume Borrel  exerce les responsabilités de supérieur de L'Hospital de l'ordre de Saint-Jean de Jérusalem ad interim du 1er mai jusqu'à sa mort le 4 juillet 1187.

## Biographie
Guillaume Borrel est le grand commandeur de l'ordre des Hospitaliers de Saint-Jean de Jérusalem. Il est à son poste lors de la mort du grand maître Roger de Moulins à la bataille de La Fontaine du Cresson près de Nazareth le 1er mai 1187. Guillaume Borrel prend la direction de l'Ordre comme Lieutenant ad interim il occupait alors les responsabilités les plus élevées. Il nomme Hermangard d'Asp à sa fonction de grand commandeur-commandant de l'Ordre. Il n'aura pas le temps de se faire confirmer comme supérieur de l'Ordre. Il trouve la mort le 4 juillet 1187 à Hattin.

## Bataille de Hattin
Le 2 juillet 1187, Saladin assiège Tibériade et s'empare de la ville, le château tombera le 5 juillet.
Le 3 juillet, lors d'un conseil de guerre, les Francs se rallient à l'avis de Raymond de Tripoli qui avait exposé le danger d'attaquer l'ennemi. Mais sur les conseils du supérieur du Temple, l'armée se met en marche pour secourir Tibériade. Le 4 juillet, elle est surprise à Hattin. Dès le début, les Templiers, les Hospitaliers et les Turcopoles des deux ordres, placés en avant-garde, ne peuvent supportés le choc de l'attaque. Ils demandent au roi, Guy de Lusignan, des secours d'urgence. Mais ceux-ci tardent et la défaite se transforme en déroute. 200 chevaliers et 1 000 hommes s’échappèrent, le reste fut tué, dont Guillaume Borrel. Le roi Guy de Lusignan et son frère Aimery II de Lusignan, connétable du royaume de Jérusalem, Renaud de Châtillon, seigneur d'Outre-Jourdain, et son beau-fils, Onfroy IV de Toron, seigneur d'Outre-Jourdain et de Montréal, le marquis Guillaume de Montferrat, Geoffroy de Lusignan, comte de Jaffa et d'Ascalon et Gérard de Ridefort, maître de l'ordre du Temple, tombèrent aux mains des Sarrasins et le lendemain, le 5 juillet, Saladin mit à mort tous les Templiers et tous les Hospitaliers captifs à l'exception de Gérard de Ridefort qui suit le roi de Jérusalem. Le roi avec les autres nobles capturés sont conduits à Damas, en vue d'être libérés contre rançon hormis Renaud de Châtillon, décapité par Saladin.

## Chute de Jérusalem
La victoire de Hattin ouvre à Saladin la route de Jérusalem. Nazareth, le mont Thabor, Saint-Jean d'Acre le 10 juillet 1187, Césarée, Jaffa, Naplouse, Ramleh, Lydda, Ibelin le 26 juillet, Artésie, Mirabel, Toron, Gaza et Raron tombent en son pouvoir.
Saladin arrive à Jérusalem le 17 septembre. La ville est défendue par quelques chevaliers et d'une petite garnison de Templiers et d'Hospitaliers, le tout, sous les ordres de Balian d'Ibelin. Les assiégés capitulent le 2 octobre 1187 et les chrétiens obtiennent d'évacuer la ville contre paiement d'une rançon. L'évacuation se fit en trois groupes, le premier sous les ordres des Templiers, le deuxième sous celui des Hospitaliers et le dernier sous les ordres du patriarche Héraclius d'Auvergne et de Balian d'Ibelin.
Ils furent escortés jusqu'aux frontières du comté de Tripoli. Dix frères de ordre de Saint-Jean de Jérusalem furent autorisés par Saladin de rester dans Jérusalem pour soigner les blessés et les malades.